# Blok p
Blok p je šest sloupců v pravé části periodické tabulky prvků (kromě helia, které patří do bloku s). Těchto šest sloupců, které jsou ve vedlejší tabulce vyznačeny barevně, je tvořeno těmito skupina prvků:
- 13. skupina – dříve také triely
- 14. skupina – dříve také tetrely
- 15. skupina – dříve také pentely (pniktogeny nebo pnikogeny)
- 16. skupina – chalkogeny
- 17. skupina – halogeny
- 18. skupina – vzácné plyny

Struktura periodické tabulky byla původně uspořádána v pořadí rostoucích atomových čísel a vytvářela by tak jeden dlouhý řádek. Určité prvky však vykazovaly podobné vlastnosti, a proto byly umístěny pod sebe. Kritériem pro začátek nového řádku byla chemická podobnost a později (po objevu struktury elektronového obalu) stejný počet valenčních elektronů. Výsledkem je rozdělení periodické tabulky do bloků s, p, d, f.
Název bloku p odpovídá tomu, že jeho prvky mají valenční elektrony (elektrony s nejvyšší energií v poslední slupce) umístěny v orbitalech p. Jejich obecná valenční konfigurace je ns2 np1–6, kde n je číslo slupky (také periody), p je název orbitalu a horní index je počet elektronů v orbitalu.

## Vlastnosti prvků bloku p
- Chemické a fyzikální vlastnosti prvků bloku p lze vysvětlit strukturou jejich elektronového obalu. Jejich reaktivita vychází především z toho, že se (stejně jako všechny ostatní prvky periodické tabulky) snaží dosáhnout konfigurace elektronového obalu nejbližšího vzácného plynu - tedy plně obsazené valenční slupky.
- 13. skupina bloku p obsahuje prvky bor (B), hliník (Al), gallium (Ga), indium (In), thallium (Tl) a nihonium (Nh). Bor je považován za polokov, ostatní triely jsou kovy. Elektronová konfigurace jejich valenční elektronové slupky je ns2 np1. Díky tomu preferují tvorbu sloučenin v oxidačním čísle I a III.
- 14. skupina bloku p obsahuje prvky uhlík (C), křemík (Si), germanium (Ge), cín (Sn), olovo (Pb) a flerovium (Fl). Elektronová konfigurace jejich valenční elektronové slupky je ns2 np2. Díky tomu preferují tvorbu sloučenin v oxidačním čísle II a IV. Nejdůležitějším z těchto prvků je uhlík, který je součástí všech živých organismů.
- 15. skupina bloku p obsahuje prvky dusík (N), fosfor (P), arsen (As), antimon (Sb) a bismut (Bi). Elektronová konfigurace jejich valenční elektronové slupky je ns2 np3. Díky tomu preferují tvorbu sloučenin v oxidačním čísle I až V. Tvoří dvouprvkové sloučeniny s elektropozitivnějšími prvky. Nejdůležitějším z těchto prvků je dusík, který tvoří hlavní složku atmosféry.
- 16. skupina bloku p obsahuje prvky kyslík (O), síra (S), selen (Se), tellur (Te), polonium (Po). Mají elektronovou konfiguraci valenční sféry ns2np4. Jejich název chalkogeny (kromě kyslíku) pochází ze spojení řeckých slov „chalkos“ (ruda) a „gennaó“ (tvořit), jsou to tedy rudotvorné prvky.
- 17. skupina bloku p obsahuje prvky fluor (F), chlor (Cl), brom (Br) a jod (I). Všechny mají elektronovou konfiguraci valenční sféry ns2np5. Jejich název halogeny je odvozen z řečtiny a znamená solitvorný. Halogeny jsou velmi reaktivní, proto se vyskytují pouze vázané ve sloučeninách. Nejrozšířenějším halogenem je chlor.
- 18. skupina bloku p obsahuje prvky helium (He), neon (Ne), argon (Ar), krypton (Kr), xenon (Xe) a radon (Rn). Tyto prvky se nazývají se vzácné plyny (netečné či inertní plyny) a jsou velmi málo reaktivní. Příčinou jejich nízké reaktivity a dalších specifických chemických vlastností je dokonalé zaplnění vnější elektronové slupky, protože atom se zaplněným valenčním orbitalem jen velmi těžko přijímá či ztrácí vazebný elektron. Všechny mají elektronovou konfiguraci valenční sféry ns2np6.

## Orbitaly a prvky bloku p

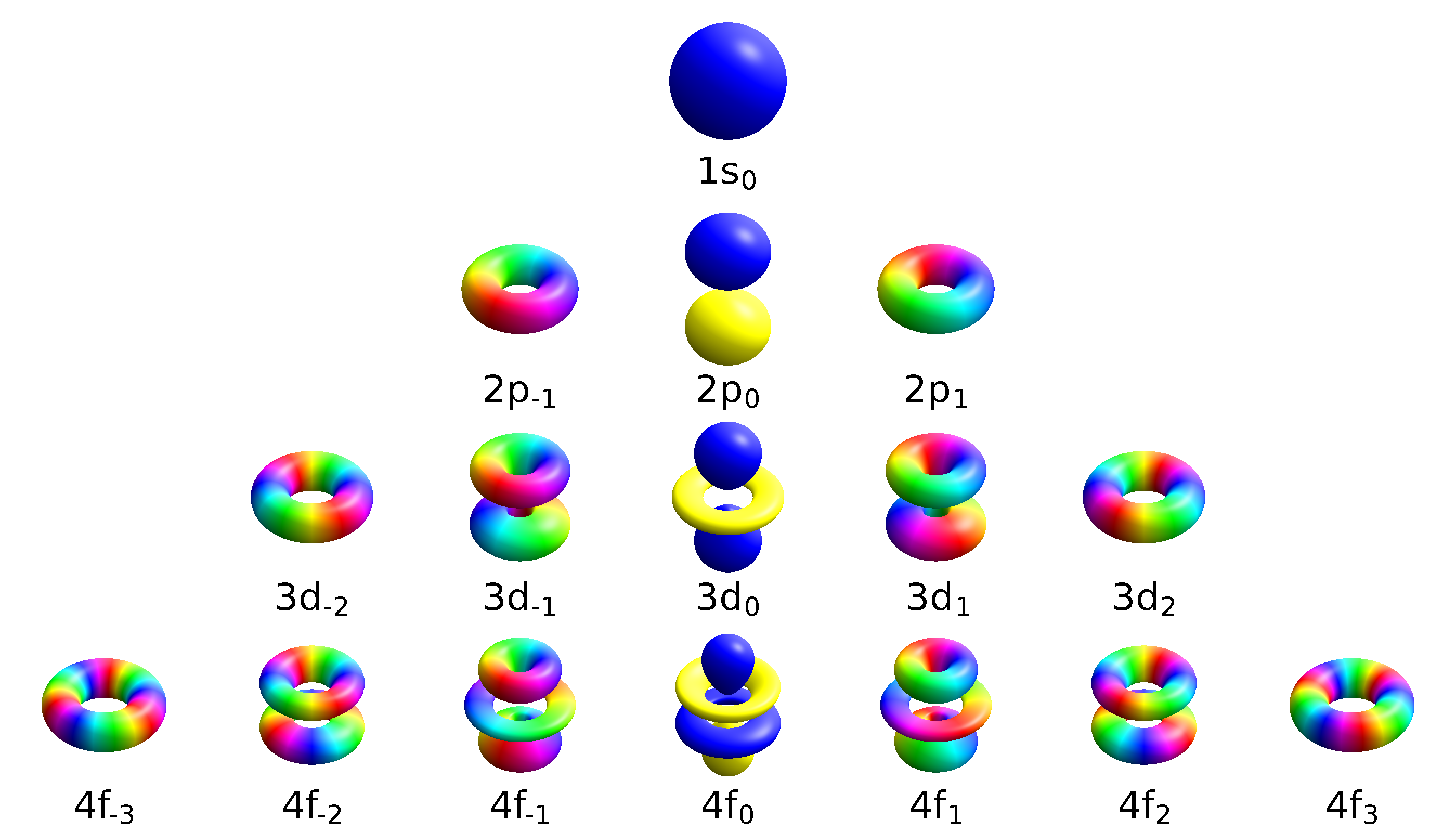
Tvary orbitalů s, p, d, f ve čtyřech vrstvách n = 1, 2, 3, 4

Blok p obsahuje prvky, které mají valenční elektrony (elektrony s nejvyšší energií) umístěny v orbitalech s a p. Jejich obecná valenční konfigurace je ns2np1–6, kde n je číslo slupky (také periody), s, p jsou názvy orbitalů a horní index je počet elektronů. V každém z orbitalů lze umístit pouze dva elektrony. Prvky bloku p tak mohou mít ve valenční slupce pouze 8 elektronů.
Dalšími bloky v periodické tabulce jsou bloky s, d, f obsahující prvky, které mají valenční elektrony umístěny v orbitalech s, d, f....
Každý orbital je určen čtyřmi kvantovými čísly:
- Hlavní kvantové číslo (n) určuje vzdálenost mezi elektronem a jádrem a s rostoucí vzdáleností elektronu od jádra se zvyšuje. Nabývá hodnot celých čísel 1, 2, 3, ... (používají se také písmena K, L, M, …). Elektrony, které mají stejné hlavní kvantové číslo, jsou stejně vzdálené od jádra a mají přibližně stejnou energii. Nacházejí se proto ve stejných slupkách (vrstvách) elektronového obalu.
- Vedlejší kvantové číslo (l) popisuje tvar orbitalu nebo také podslupku. Označuje se malými písmeny s, p, d, f (zkratka s, p, d, f pochází ze spektroskopických anglických pojmů sharp, principal, diffuse, fundamental). Matematicky vyjadřuje velikost momentu hybnosti a může nabývat tyto hodnoty l = 0 pro orbital s, l = 1 pro orbital p, l = 2 pro orbital d, l = 3 pro orbital f.
- Magnetické kvantové číslo (m) popisuje prostorovou orientaci orbitalu. Je to vlastně projekce momentu hybnosti do libovolně zvolené osy. Elektrony v určité podslupce (s, p, d, f) jsou definovány hodnotami l (0, 1, 2, 3) a hodnota m se tak může pohybovat od -l do +l, včetně nuly.
- Spinové kvantové číslo (s) definuje spin dané elektronu (směr jeho otáčivost kolem své osy) a může nabývat pouze dvou hodnot +1/2 nebo -1/2. V každém z orbitalů lze umístit dva elektrony s opačnými spiny.

| Orbitaly, kvantová čísla a slupky | Orbitaly, kvantová čísla a slupky                         | Orbitaly, kvantová čísla a slupky  | Orbitaly, kvantová čísla a slupky |
| Orbital                           | Hodnoty kvantových čísel                                  | Počet hodnot pro {\displaystyle m} | Počet elektronů ve slupce         |
| --------------------------------- | --------------------------------------------------------- | ---------------------------------- | --------------------------------- |
| s                                 | n = 1, l = 0, m = 0, s = +1/2 nebo -1/2                   | 1                                  | 2                                 |
| p                                 | n = 2, l = 1, m = -1,0,+1, s = +1/2 nebo -1/2             | 3                                  | 6                                 |
| d                                 | n = 3, l = 2, m = -2,-1,0,+1,+2, s = +1/2 nebo -1/2       | 5                                  | 10                                |
| f                                 | n = 4, l = 3, m = -3,-2,-1,0,+1,+2,+3, s = +1/2 nebo -1/2 | 7                                  | 14                                |